# بين هيدجيز
بين هيدجيز (بالإنجليزية: Benjamin Hedges)‏ هو منافس ألعاب قوى أمريكي، ولد في 8 يونيو 1907 في بلينفيلد (نيوجيرسي) في الولايات المتحدة، وتوفي في 31 ديسمبر 1969 في نيويورك في الولايات المتحدة.

## وصلات خارجية
- بين هيدجيز على موقع أوليمبيديا (الإنجليزية)